# Kem tuyết
Kem tuyết (tiếng Anh: Snow cream) có thể là một trong hai món tráng miệng riêng biệt.
- Món tráng miệng bao gồm kem tươi có thêm hương liệu.
- Món tráng miệng mà tuyết được trộn với chất lỏng có đường làm từ sữa để làm kem thay thế. Đây còn được gọi là kem tuyết.

## Món tráng miệng làm từ kem
Kem tươi có hoặc không có hương liệu được gọi là "kem tuyết" hoặc "tuyết sữa" (neve di latte, neige de lait) cho đến thế kỷ 17. Lòng trắng trứng đánh bông đôi khi cũng được thêm vào. Có những công thức nấu ăn kiểu Anh và lục địa châu Âu có niên đại từ thế kỷ 16.

## Món tráng miệng làm từ tuyết
Kỹ thuật sử dụng tuyết làm nguyên liệu chính trong món tráng miệng đã rất cũ. Các thành phần phổ biến cho loại này là thành phần có nguồn gốc từ sữa, đường và chất tạo hương vị. Khi thêm một lượng nhỏ chất lỏng làm từ sữa và chất tạo hương vị (tương tự như thành phần kem) vào tuyết sạch, tuyết sẽ tan chảy và đông lại thành một loại kem thay thế đơn giản.

## Công thức nấu món "tuyết" khác
Táo tuyết, với táo xay nhuyễn được thêm vào công thức cơ bản, được dùng nóng phổ biến vào thế kỷ 17 trong khi phiên bản hiện đại hơn được ăn nguội. Thành phần nước ép trái cây cũng được sử dụng trong tuyết chanh và cam. Có một phiên bản tiếng Nga được gọi là air pie, gồm có lòng trắng trứng, đường và trái cây xay nhuyễn, đánh bông và dùng nóng.
Tuyết mùa hè nổi tiếng dưới dạng có thành phần trái cây, lòng trắng trứng và rượu.
Quả cầu tuyết có thể là một loạt các món tráng miệng. Chúng thường không liên quan đến món tráng miệng kem tuyết. Một trong số đó, thường được gọi là slush, được làm từ đá và sirô trái cây, có thể được coi là có liên quan đến kem tuyết.
Tuyết ốc quế là một món tráng miệng đông lạnh được làm từ đá nghiền hoặc đá bào, có hương vị sirô có màu sắc rực rỡ, thường có hương vị trái cây, ăn kèm vỏ ốc quế hoặc cốc giấy.